# Marvin Wijks
Marvin Dennis Wijks (Paramaribo, 11 mei 1984 – Den Haag, 27 februari 2025) was een Surinaams-Nederlands voetballer die doorgaans als aanvaller speelde.

## Loopbaan
Wijks speelde vanaf zijn achtste in de jeugdopleiding van Sparta Rotterdam. Tevens kwam hij meermalen uit voor meerdere vertegenwoordigende elftallen. Hij nam deel aan het Europees kampioenschap voetbal onder 16 - 2001. Zijn debuut in het Nederlands betaald voetbal maakte hij op 4 december 2005 in de verloren thuiswedstrijd in de Eredivisie tegen ADO Den Haag (2-3) als invaller na 74 minuten voor Wouter Gudde. Dat was zijn enige wedstrijd voor Sparta Rotterdam, en zijn enige wedstrijd in de Eredivisie, voordat hij naar HFC Haarlem vertrok. Zijn eerste goal voor Haarlem maakte hij op 29 september 2006 in de met 3-2 gewonnen uitwedstrijd in de Eerste divisie tegen AGOVV Apeldoorn. Op 30 mei 2009 verlengde hij zijn contract met twee jaar tot de zomer van 2011.. In februari 2010 ging Haarlem echter failliet.
Vanaf de zomer van 2010 speelde Wijks, na een lange stage, voor het Duitse 1. FC Magdeburg in de Regionalliga Nord waar Ruud Kaiser zijn trainer was. Het seizoen erna, vanaf september 2011, kwam hij uit voor reeksgenoot VfB Germania Halberstadt. In augustus 2012 maakte hij de overstap naar FC Emmen in de Eerste divisie, waar hij een contract voor één seizoen tekende. Vanaf 2013 speelde hij voor de amateurs van Rijnsburgse Boys in de Topklasse zaterdag en in het seizoen 2017/18 voor VVSB in de Tweede Divisie. Vanaf 2018 was hij als speler en (jeugd)trainer actief voor RVC Celeritas in Rijswijk.

## Statistieken
| Seizoen | Club                     | Land      | Competitie         | Wed. | Goals |
| ------- | ------------------------ | --------- | ------------------ | ---- | ----- |
| 2005/06 | Sparta Rotterdam         | Nederland | Eredivisie         | 1    | 0     |
| 2006/07 | Haarlem                  | Nederland | Eerste divisie     | 28   | 2     |
| 2007/08 | Haarlem                  | Nederland | Eerste divisie     | 37   | 4     |
| 2008/09 | Haarlem                  | Nederland | Eerste divisie     | 38   | 9     |
| 2009/10 | Haarlem                  | Nederland | Eerste divisie     | 15   | 1     |
| 2010/11 | 1. FC Magdeburg          | Duitsland | Regionalliga Nord  | 28   | 1     |
| 2011/12 | VfB Germania Halberstadt | Duitsland | Regionalliga Nord  | 29   | 5     |
| 2012/13 | FC Emmen                 | Nederland | Eerste divisie     | 31   | 4     |
| 2013/14 | Rijnsburgse Boys         | Nederland | Topklasse zaterdag | 26   | 7     |
| 2014/15 | Rijnsburgse Boys         | Nederland | Topklasse zaterdag | 30   | 4     |
| 2015/16 | Rijnsburgse Boys         | Nederland | Topklasse zaterdag | 26   | 5     |
| 2016/17 | Rijnsburgse Boys         | Nederland | Topklasse zaterdag | 23   | 2     |
| 2017/18 | VVSB                     | Nederland | Tweede Divisie     | 7    | 0     |
| Totaal  | Totaal                   | Totaal    | Totaal             | 289  | 37    |

## Privéleven
Wijks was getrouwd en heeft drie kinderen. Zijn twee zoons spelen anno 2025 respectievelijk in de jeugd van FC Bayern München en Sparta Rotterdam. Hij had een voetbalschool, en begeleidde jonge talenten.
Marvin Wijks overleed op 27 februari 2025 op 40-jarige leeftijd, nadat hij enkele dagen eerder een hersenbloeding als gevolg van een aneurysma kreeg.